# Trump International Hotel and Tower (Vancouver)
Il Trump International Hotel and Tower è un grattacielo di Vancouver nella Columbia Britannica in Canada. Con i suoi 188 metri d'altezza è il secondo edificio più alto della città dopo il grattacielo Living Shangri-La (201 metri).

## Storia
I lavori di costruzione durarono dal 2012 al 2016.